# Entzündungsparameter
Entzündungsparameter ist ein Sammelbegriff für Laborwerte, die auf das Vorliegen einer Entzündung hinweisen können. Diese Werte werden im Labor aus einer Blutprobe bestimmt. Die Diagnose einer Entzündung allein aus einem Laborwert abzuleiten ist schwierig, es gibt keinen sicheren „Entzündungswert“.
Daher werden mehrere unterschiedliche Werte zur Beurteilung herangezogen, das Gesamtbild kann dann eine Diagnose ermöglichen. Zu diesen Werten gehören die Blutsenkungsgeschwindigkeit (BSG oder BKS), das CRP, Interleukin-6, Alpha-2-Globulin, Procalcitonin und andere Akute-Phase-Proteine sowie die Anzahl der weißen Blutkörperchen (Leukozyten).
Auch unter Einbeziehung mehrerer Werte ist eine Diagnose allein durch die Beurteilung der Entzündungsparameter nicht möglich, da es sowohl für erhöhte als auch für erniedrigte Werte viele Ursachen geben kann.